# 藁科みき
藁科 みき（わらしな みき、1982年6月20日 - ）は、日本の元女優。静岡県出身。元所属は宝井プロジェクト。

## 出演作品

### テレビ
- 家なき子（クラスメイト）
- ABC 特番 北朝鮮拉致問題（有本惠子）
- オーバー30（鮎川範子）
- 奇跡体験!アンビリバボー
- ザ!世界仰天ニュース
- 中居正広の金曜日のスマたちへ（家庭教師）
- 仔犬のワルツ（只野恵美）
- 新・天までとどけ（華道部部長・高野加奈子）
- 世紀の愛の物語 太宰治 （美容師）
- 天使の代理人
- とってもインサイト
- バク天
- ぴったんこカンカン
- 古畑任三郎 「今・蘇る死」（女子事務員）
- ほんとにあった怖い話（今井亮子）
- 夢見る葡萄（後藤好子）
- 六月の花嫁 化身（大塚恵理）

### 映画
- 赤い月
- 先生明日晴れるかな（高倉順子）
- 大夜逃 夜逃げ屋本舗3
- ワイルド・フラワーズ
- わたしのグランパ（疋田絵美）

### 舞台
- 境界線〜だから正義はどれなんだ!?〜 （山田Club 公演/ザムザ阿佐ヶ谷）
- ハレルヤ!（ミュージカル/銀河劇場） コーラス隊ピッコロシアター）